# Aurahi (Mahottari)
Aurahi – gaun wikas samiti w środkowej części Nepalu w strefie Dźanakpur w dystrykcie Mahottari. Według nepalskiego spisu powszechnego z 2001 roku liczył on 1348 gospodarstw domowych i 7069 mieszkańców (3460 kobiet i 3609 mężczyzn).